# Ugly Side: An Acoustic Evening with Blue October
Ugly Side (voller Titel: Ugly Side: An Acoustic Evening with Blue October) ist das dritte Live-Album und zugleich das erste Unplugged-Album der amerikanischen Rockband Blue October. Es wurde unter den Labels Up/Down und Brando Records. Produzent ist Jeremy Furstenfeld, der als Schlagzeuger bei Blue October spielt. Dieser ist der Bruder des Sängers Justin Furstenfeld.

## Entstehung
Die Songs wurden während einer ausverkauften 3-Tages-Tour, die durch Houston, Austin und Dallas aufgenommen. Diese Konzerte fanden vom 22. bis 25. Juli 2010 statt. In Houston und Dallas spielte die Band jeweils zwei Akustik-Konzerte an einem Abend. Die Band plante bereits 2004 ein Akustik-Album, jedoch fanden die ersten rein-akustischen Konzerte im Jahr 2010 statt. Aufgrund der wachsenden Popularität der Akustik-Konzerte der Band in den eigenen Fanreihen hat dazu veranlasst, dass Justin Furstenfeld beschloss eine nationale Akustik-Tour auf die Beine zu stellen.

## Verkauf
Der offizielle Veröffentlichungstermin war auf dem 26. April 2011 angesetzt, jedoch verschob sich dieser Termin nach hinten. Fans konnten sich das Album im Band-Webstore vorbestellen und erhielten die CD am 3. Mai. Der offizielle Release-Termin ist der 10. Mai 2011. Das Album ist als CD und Download erhältlich. Auf der Download-Version sind außerdem die Songs Schizophrenia (Consent to Treatment) und Jump Rope (Approaching Normal) enthalten.

## Songs
Das Album enthält 11 Songs aus allen vorher erschienenen Studioalben, außer der Song Colorado 5591, welcher die Eindrücke des Sängers wiedergibt, als dieser Patient in einer psychiatrischen Klinik war. 5591 stellt seine Patienten-Nummer dar.

## Tracklist

### CD
- 1. Ugly Side (History for Sale)
- 2. The Answer (The Answers)
- 3. Dirt Room (Approaching Normal)
- 4. Come In Closer (History for Sale)
- 5. Into the Ocean (Foiled)
- 6. Colorado 5591
- 7. Picking Up Pieces (Approaching Normal)
- 8. Tomorrow (The Answers)
- 9. X Amount of Words (Foiled)
- 10. Amazing (History for Sale)
- 11. The End (Approaching Normal)

### Bonustitel (Download)
- 12. Schizophrenia (History for Sale) – nur Digital
- 13. Jump Rope (Approaching Normal) – nur Digital

## Mitwirkende
- Justin Furstenfeld – Gesang, Akustikgitarre
- Jeremy Furstenfeld – Schlagzeug, Produzent
- Matt Noveskey – Akustikbass, Gesang
- C.B. Hudson – Akustikgitarre, Gesang
- Ryan Delahoussaye – Mandoline, Violine, Keyboard, Gesang
- Alan Adams – Perkussion
- Dave Arnold – Fotograf
- Abel Longoria – Fotograf
- Tim Palmer – Audio Mixing
- Travis Kennedy – Audio Mixing (Assistent)
- Travis Hatem – Live-Sound Mixing
- Jerry Tubb – Mastering